# 페스토보

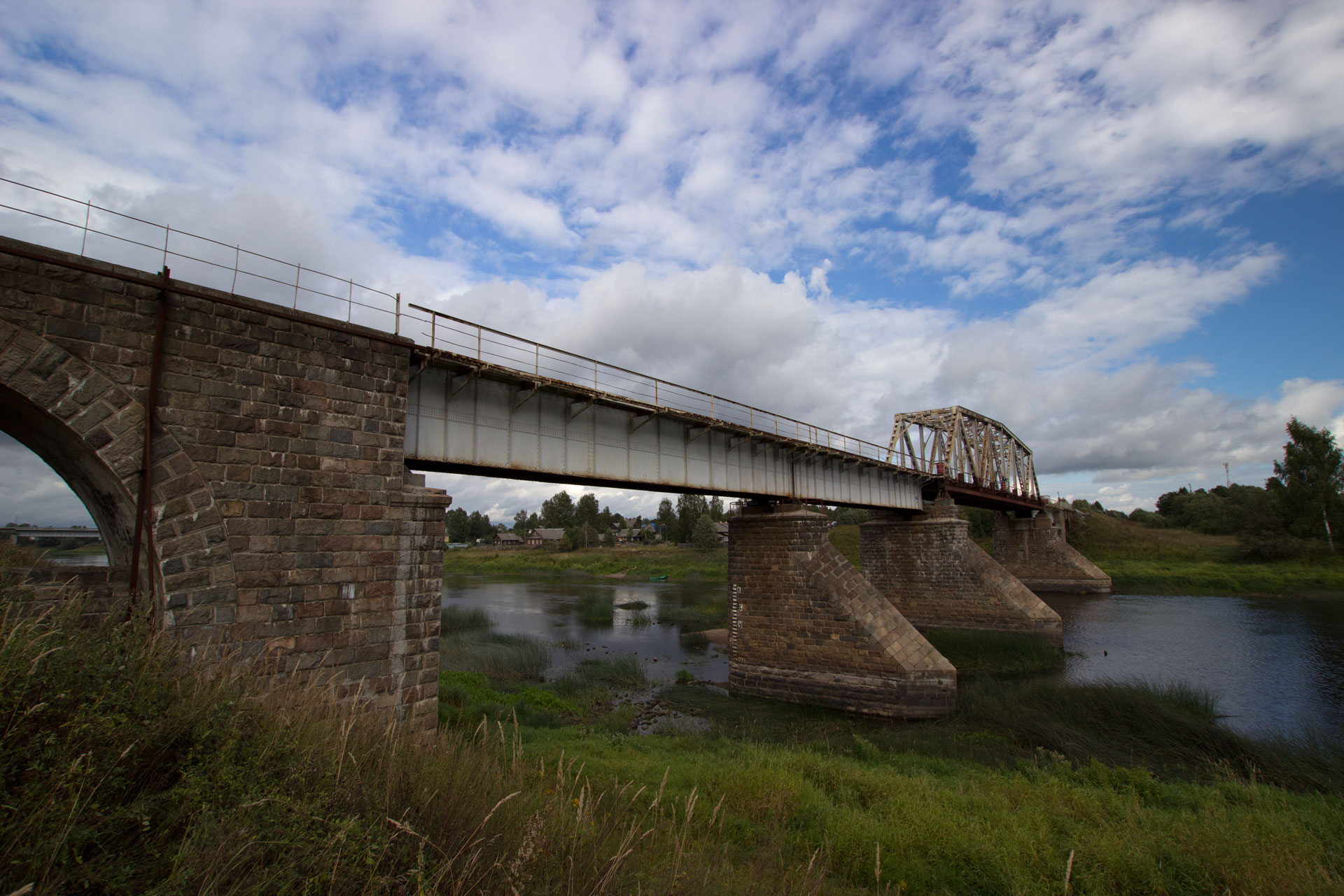

페스토보(러시아어: Пестово)는 러시아 노브고로드주 동부에 위치한 도시로, 인구는 15,990명(2002년 기준)이다. 벨리키노브고로드(노브고로드 주의 주도)에서 동쪽으로 310km 정도 떨어진 곳에 위치하며 몰로가 강과 접한다.
1495년에 처음 등장했고 1918년 철도가 개통되면서 크게 성장했다. 1965년 시로 승격되었다.